# دهستان اوزورونگ
دهستان اوزورونگ (به لاتین: Uzorong Gewog) یک دهستان در کشور بوتان است که در ناحیهٔ تراشیگانگ واقع شده‌است.